# 서북도서방위사령부
서북도서방위사령부(西北島嶼防衛司令部, Northwest Islands Defense Command)는 대한민국의 서해 5도 지역을 방위하기 위해 설립된 대한민국 국방부의 합동 지역 사령부이다. 해병대 사령부 안에 설립되어 해병대 사령관이 서북도서방위사령관을 겸직한다. 제6해병여단과 연평부대를 지휘한다.

## 역사
천안함 침몰 사건과 연평도 포격 이후, 이명박 정부는 각 군 참모총장과 합동참모본부로 각각 군정권과 군령권이 나뉘어 있는 복잡한 지휘체계에 의해 비상시 신속대응이 늦어지는 문제로 국방개혁 2020을 폐기 및 취소시키고, 국방개혁 307계획을 세웠다. 계획의 일부인 조선인민군의 위협에 대비하기 위해 백령도, 대청도, 소청도, 연평도, 우도의 서해 5도와 북방한계선을 방위하기 위해 서북해역사령부를 창설하기로 발표하였다.
1년이 되는 2011년 3월 2일, 국방부가 비공개로 개최된 당정회의에서 합동군 사령부로 창설될 예정인 서북해역사령부가 헌법 89조 16조항에 위배되는 지적에 따라 백지화하고 각 군 참모총장이 작전 부대를 지휘하는 권한이 축소된 서북도서방위사령부로 창설하는 안건으로 보고하였다. 작전 지역이 서북 해역 전체에서 5개 도서로 줄어들고 합동군 체제에서 해병대 사령부를 모체로 하여 해병대 사령관이 겸직하는 방침으로 바뀌었다. 헌법 89조 16조항에 서술된 대장계급인 합동군 사령관 직책의 신설을 위해서는 대장급 국무회의 심의대상에 의해 위배되고 헌법조항을 개정해야 하는 과정이 필요했기 때문이었다.
강경대남정책에 대한 맞대응으로 6·15 남북 공동선언으로부터 정확히 11년이 되는 2011년 6월 15일 경기도 화성시에 위치한 해병대사령부에서 유낙준 해병 중장을 지휘관으로 하여 창설식을 가졌다.

## 조직
기존의 해병대사령부 예하에 정보작전지원본부(NSOC)와 항공작전지원본부(ASOC)를 예하 부서로 가진 화력처를 추가 신설하였다. 타 군과의 유연한 합동 작전을 위해 정보처와 화력처의 처장을 공군 대령과 육군 대령으로 두어 육군 4명, 해군 9명, 해병대 56명, 공군 8명으로 총 77명으로 지휘부가 구성되어 있다.
| - 사령관 (해병 중장) - 부사령관 (해병 소장) - 참모장 (해병 준장) - 인사처 - 계획처 - 군수처 - 지통처 - 교훈처 - 공병처 - 정보처 (공군 대령) - 작전처 - 화력처 (육군 대령) - 정보지원작전본부 (NSOC) - 항공지원작전본부 (ASOC) - 해상지원작전본부 (MSOC) | - 제6해병여단 - 연평부대 - 국지도발/전시 지휘 - 육군 전력 - 해군 전력 - 공군 전력 |

## 역대 지휘관
서북도서방위사령관은 해병대 사령관이 겸임하고 있다.
| 대수 | 계급       | 성명   | 취임일           | 이임일           | 비고  |
| ---- | ---------- | ------ | ---------------- | ---------------- | ----- |
| 초대 | 중장(中將) | 유낙준 | 2011년 6월 15일  | 2011년 10월 17일 | -     |
| 2대  | 중장(中將) | 이호연 | 2011년 10월 18일 | 2013년 9월 27일  | [ 8 ] |
| 3대  | 중장(中將) | 이영주 | 2013년 9월 28일  | 2015년 4월 13일  | [ 9 ] |
| 4대  | 중장(中將) | 이상훈 | 2015년 4월 13일  | 2017년 4월 13일  | -     |
| 5대  | 중장(中將) | 전진구 | 2017년 4월 13일  | 2019년 4월 12일  | -     |
| 6대  | 중장(中將) | 이승도 | 2019년 4월 12일  | 2021년 4월 12일  | -     |
| 7대  | 중장(中將) | 김태성 | 2021년 4월 13일  | 2022년 12월 7일  | -     |
| 8대  | 중장(中將) | 김계환 | 2022년 12월 7일  | 2024년 12월 6일  | -     |
| 9대  | 중장(中將) | 주일석 | 2024년 12월 7일  |                  | -     |

## 같이 보기
- 북방한계선 (NLL)
- 천안함 침몰 사건
- 연평도 포격

## 참조
1. ↑  “서북도서방위사령부령 제4조”. 《국가법령정보센터》. 대한민국 법제처. 2018년 7월 13일에 확인함.
2. ↑  “서북도서사령부 창설 현판식”. 연합뉴스. 2011년 6월 16일. 2015년 4월 14일에 원본 문서에서 보존된 문서. 2014년 6월 20일에 확인함.
3. ↑  김수정; 정용수 (2010년 12월 30일). “서해 5도·NLL 지키는 서북해역사령부 창설”. 중앙일보. 2012년 3월 12일에 확인함.[깨진 링크(과거 내용 찾기)]
4. ↑  김대철; 김진원 (2011년 3월 2일). “국방부, 서북 해역 사령부 없던 일로…왜?”. SBS. 2012년 3월 12일에 확인함.
5. ↑  “합동군사령관 신설안 백지화...서북해역사령부 계획 축소”. YTN. 2011년 3월 3일. 2012년 3월 12일에 확인함.
6. ↑  양낙규 (2011년 6월 9일). “서북도서방위사령부 '6.15공동선언일' 창설... 왜?”. 아시아경제. 2011년 6월 20일에 확인함.
7. ↑  유현민 (2011년 6월 14일). “내일 서북도서방위사령부 창설(종합)”. 연합뉴스. 2011년 6월 20일에 확인함.
8. ↑  오종택 (2011년 10월 18일). “이호연 해병대사령관 취임… 서북도서방위사령관 동시 취임”. 뉴시스. 2016년 3월 4일에 원본 문서에서 보존된 문서. 2014년 6월 20일에 확인함.
9. ↑  한연수 (2013년 9월 28일). “28일 이영주 신임 해병대사령관 취임식”. 화성뉴스. 2014년 6월 20일에 확인함.

- “서북도서방위사령부령”. 국가법령정보센터. 2011년 6월 15일. 2012년 3월 13일에 확인함.